# Ranger, Texas
Ranger là một thành phố thuộc quận Eastland, tiểu bang Texas, Hoa Kỳ. Năm 2010, dân số của xã này là 2468 người.

## Dân số
- Dân số năm 2000: 2584 người.
- Dân số năm 2010: 2468 người.